# Timo Simonlatser
Timo Simonlatser est un fondeur estonien, né le 17 mai 1986.

## Biographie
Il débute en Coupe du monde en janvier 2006. En novembre 2006, il est déjà 15e d'un sprint disputé à Kuusamo.
Lors du Tour de ski 2007-2008, il est 7e du sprint de Prague. Il obtiendra un deuxième top 10 en janvier 2011 avec une 8e place au sprint libre de Liberec.
Aux Jeux olympiques d'hiver de 2010, il passe en phase finale du sprint et se classe 27e.